# Добров, Владимир Владимирович
Владимир Владимирович Добро́в (род. 13 апреля 1984, Москва) — российский шахматист, гроссмейстер (2004), тренер.
В 15 лет поступил на кафедру шахмат Российского Государственного Университета Физической культуры, Спорта и Туризма (1999—2009). Магистр по физической культуре и спорту (кафедра шахмат). Защитил работу на тему: «Комплексная подготовка юных шахматистов».
В 2003 году в составе сборной России в участвовал блиц-матче против соперников с Украины на портале bereg.ru.
Участник чемпионата мира по быстрым шахматам и блицу 2017 года (117-е и 92-е места соответственно). Участник личного чемпионата Европы 2009 года (130-е место).
Регулярно участвует в шахматных интернет-стримах.

## Изменения рейтинга
| Графики недоступны из-за технических проблем. См. информацию на Фабрикаторе и на mediawiki.org. |